# Tadeusz Kościuszko

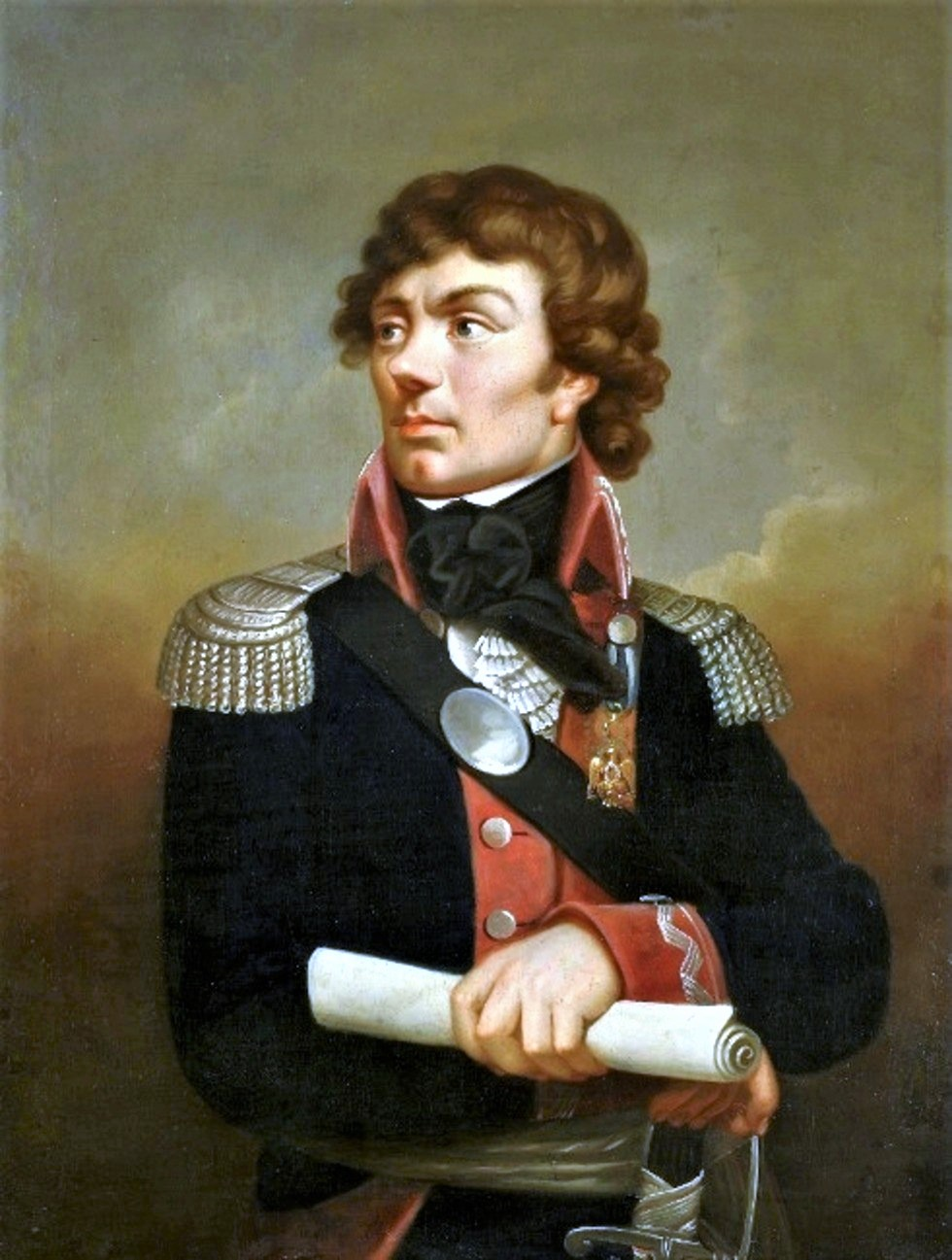
Tadeusz Kościuszko, Gemälde von Karl Gottlieb Schweikart (nach 1802)

Andrzej Tadeusz Bonawentura Kościuszko (anhörenⓘ) (* 4. Februar 1746 in Mereczowszczyzna, Polen-Litauen, heute Belarus; † 15. Oktober 1817 in Solothurn, Schweiz) war ein polnischer Militäringenieur, der im Russisch-Polnischen Krieg von 1792 und besonders als Anführer des nach ihm benannten Aufstandes von 1794 gegen die Aufteilung Polens unter Russland, Preußen und Österreich zum polnischen Nationalhelden wurde. Zuvor hatte er in den Jahren 1776 bis 1783 im Amerikanischen Unabhängigkeitskrieg auf Seiten der jungen USA gekämpft. Er vertrat die Ideale der Aufklärung und unterstützte die weltweite Bewegung zur Abschaffung der Sklaverei. Der Status eines Nationalhelden wird ihm außer in Polen auch in Belarus, in den Vereinigten Staaten und teilweise in Litauen zugeschrieben.

## Leben

### Jugend und Ausbildung

Wappen der Familie Kościuszko (Roch III)

Kościuszko kam als jüngstes Kind des dem polnischen Landadel (Szlachta) zugehörigen Brester Beamten Ludwik Kościuszko im damaligen Vorwerk Mereczowszczyzna auf dem Gebiet der heutigen Stadt Kosawa (Ко́сава, Kosów; Rajon Iwazewitschy, Belarus) im Nordwesten Polesiens zur Welt. Die Kościuszkos gehörten seit 1509 zur Szlachta, als König Sigismund I. seinem Sekretär Konstanty zur Belohnung für treue Dienste das Landgut Siechnowicze geschenkt und der Familie das Wappen der polnischen Wappengemeinschaft Roch III verliehen hatte. Gemeinsam mit seinem älteren Bruder Józef besuchte Tadeusz ab 1755 ein Piaristenkolleg in Lubieszów in der damaligen Woiwodschaft Wolhynien, heute Ljubeschiw, Ukraine. Anschließend studierte er ab 1765 an der königlichen Militärhochschule Szkoła Rycerska in Warschau. Neben militärischen Themen (darunter das Zeichnen von Festungswerken) wurden dort Mathematik, polnische und europäische Geschichte, Geographie, Physik, Chemie, Deutsch und Französisch gelehrt.
Kościuszko erwies sich als brillanter Student, wurde nach einem Jahr zum Fähnrich ernannt und besuchte vertiefende Kurse im Ingenieurswesen. Danach wurde er Ausbilder und zum Hauptmann befördert. Er wechselte mit einem königlichen Stipendium 1769 nach Paris. Dort studierte er an der Académie royale de peinture et de sculpture, einer Vorgängerinstitution der Académie des Beaux-Arts. Als Ausländer war es ihm verwehrt, die Schule für Militäringenieure École royale du génie in Mézières zu besuchen, jedoch konnte er seine militärwissenschaftlichen Studien durch Privatstunden von Dozenten dieser Schule fortsetzen. Der Aufenthalt im vorrevolutionären Frankreich, wo er mit dem Denken der Aufklärung vertraut wurde, prägte seine politischen Ansichten nachhaltig.

### Amerikanischer Unabhängigkeitskrieg

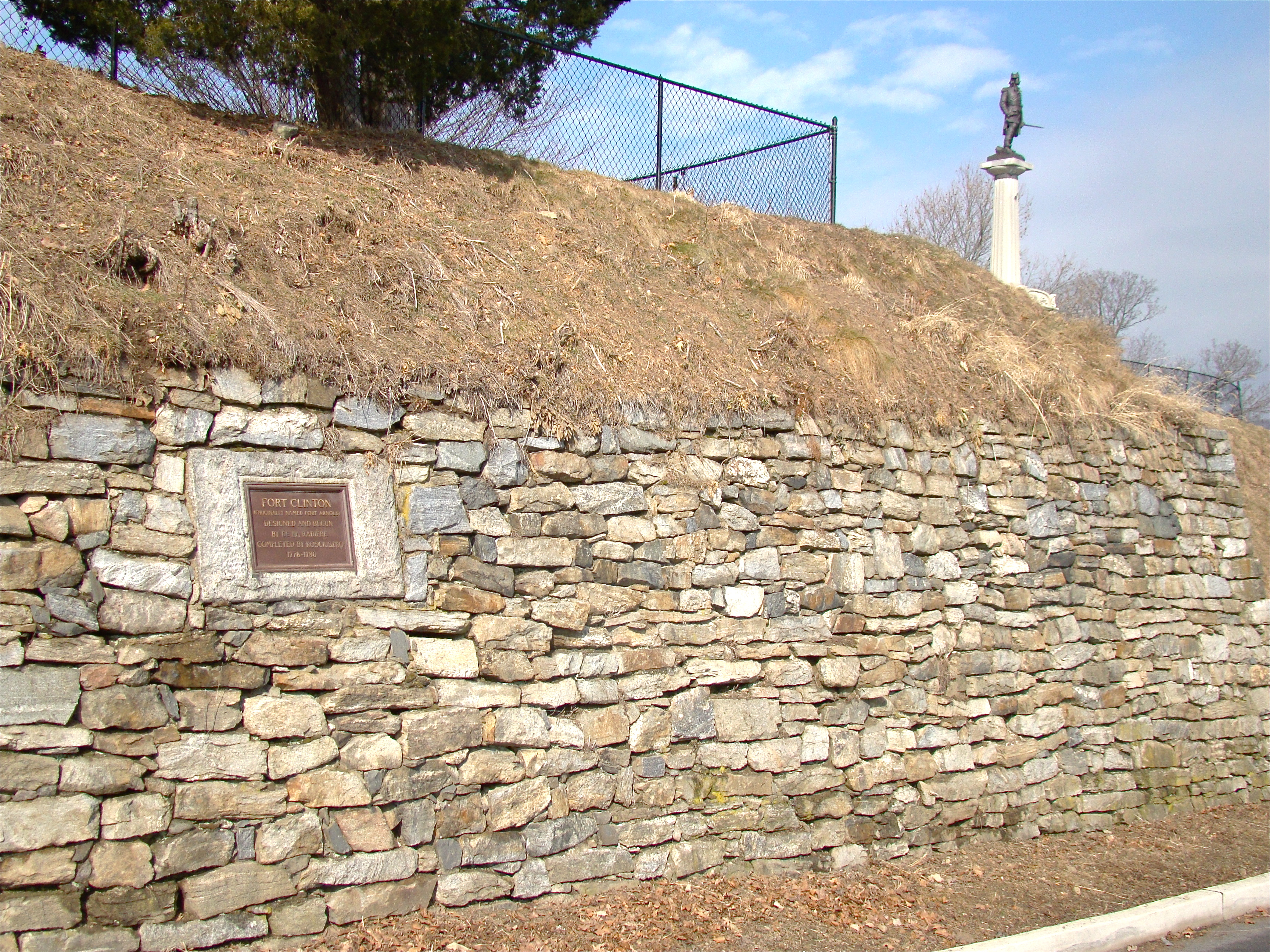
Fort Clinton (West Point), befestigt von Kościuszko, im Hintergrund die Kościuszko-Statue von West Point

1774 kehrte Kościuszko nach Polen zurück, fand aber keine Anstellung in der stark dezimierten Armee des von der Teilung von 1772 gezeichneten Landes. Nach einem Aufenthalt in Dresden fuhr er im Herbst 1775 auf der Suche nach einer Aufgabe wieder nach Paris. Dort warb der Schriftsteller Pierre de Beaumarchais um Unterstützung für die Amerikanische Revolution. Beaumarchais hatte mit einem Startkapital der französischen Regierung die Tarnfirma Roderigue Hortalez & Co. gegründet, die dem Schmuggel von Waffen und Munition nach Amerika dienen sollte. Kościuszko segelte Ende Juni 1776 mit einem Schiff von Beaumarchais’ Gesellschaft nach Amerika, gemeinsam mit einem französischen und einem sächsischen Offizier. Bei der Ankunft Kościuszkos in Paris waren Silas Deane und Benjamin Franklin, die wenig später als amerikanische Beauftragte in Frankreich wirken sollten, noch nicht dort eingetroffen, sodass Kościuszko, anders als spätere ausländische Kriegsfreiwillige, kein Empfehlungsschreiben an den Kongress einholen konnte. Er soll jedoch ein Vorstellungsschreiben von Adam Kazimierz Czartoryski an Generalmajor Charles Lee mit sich geführt haben.
Kościuszko traf 1776 in Philadelphia ein und wurde Oberst im Pionierkorps der Kontinentalarmee. Er entwarf die Anlagen von Fort Billingsport und Fort Mercer am Delaware River bei Philadelphia. 1777 wurde er der „Nördlichen Armee“ unter Horatio Gates unterstellt. Kościuszko übernahm ab dieser Zeit das Kommando zur Errichtung verschiedener Forts und befestigter Militärcamps an der kanadischen Grenze. 1777 nahm er an der Schlacht von Ticonderoga und der Schlacht von Saratoga teil. Zum amerikanischen Sieg in der Schlacht von Saratoga, die als Wendepunkt im Unabhängigkeitskrieg gilt, sollen von Kościuszko auf der Anhöhe Bemis Heights errichtete Befestigungen wesentlich beigetragen haben. So hielt der Historiker Edward Channing fest: „Das Verdienst für Saratoga gebührt Horatio Gates, und mit ihm Daniel Morgan, Benjamin Lincoln und Tadeusz Kościuszko“.
Vom 26. März 1778 bis in den Sommer 1780 befestigte Kościuszko West Point am Hudson River. Die Planung dieser Festung war zunächst dem Franzosen Louis de la Radière übertragen worden. Weil Kościuszko vom Kongress als Chefingenieur von West Point eingesetzt worden war, la Radière sich aber immer noch als zuständig und außerdem als den kompetenteren Ingenieur ansah, kam es dort zu Reibungen zwischen den beiden Ingenieuren. Nachdem George Washington das Problem zunächst zu lösen gedacht hatte, indem er Kościuszko ins Hauptquartier der Armee beordern wollte, bewog ihn ein Brief von Generalmajor Alexander McDougall, der sich für Kościuszko aussprach, dazu, stattdessen la Radière von seiner Funktion in West Point zu entbinden. Dave Richard Palmer, ein späterer Superintendent der US Military Academy in West Point, beschrieb West Point, wie es nach Kościuszkos Plänen gebaut wurde, als eine Festung, die ihrer Zeit weit voraus gewesen sei. La Radière hatte einen aufwendigen Bau im Stile von Vauban errichten wollen, der nicht zu Washingtons gedrängtem Zeitplan passte und zu kosten- und materialintensiv für die Möglichkeiten der Amerikaner gewesen wäre.
Nach beendeter Arbeit in West Point wurde Kościuszko (mit einem Brief Washingtons vom 3. August 1780) auf die südlichen Kriegsschauplätze beordert und zum Generalingenieur der Südarmee ernannt. Kościuszkos Geniearbeiten, insbesondere der Bau von Flachbooten, spielten eine bedeutende Rolle in der „Südlichen Armee“ von General Nathanael Greene, indem sie es ihr ermöglichten, den Truppen des britischen Generals Charles Cornwallis bis zum Eintreffen von Verstärkungen auszuweichen und diese schließlich nach Norden zu drängen, wo die Briten in der Schlacht bei Yorktown besiegt wurden.

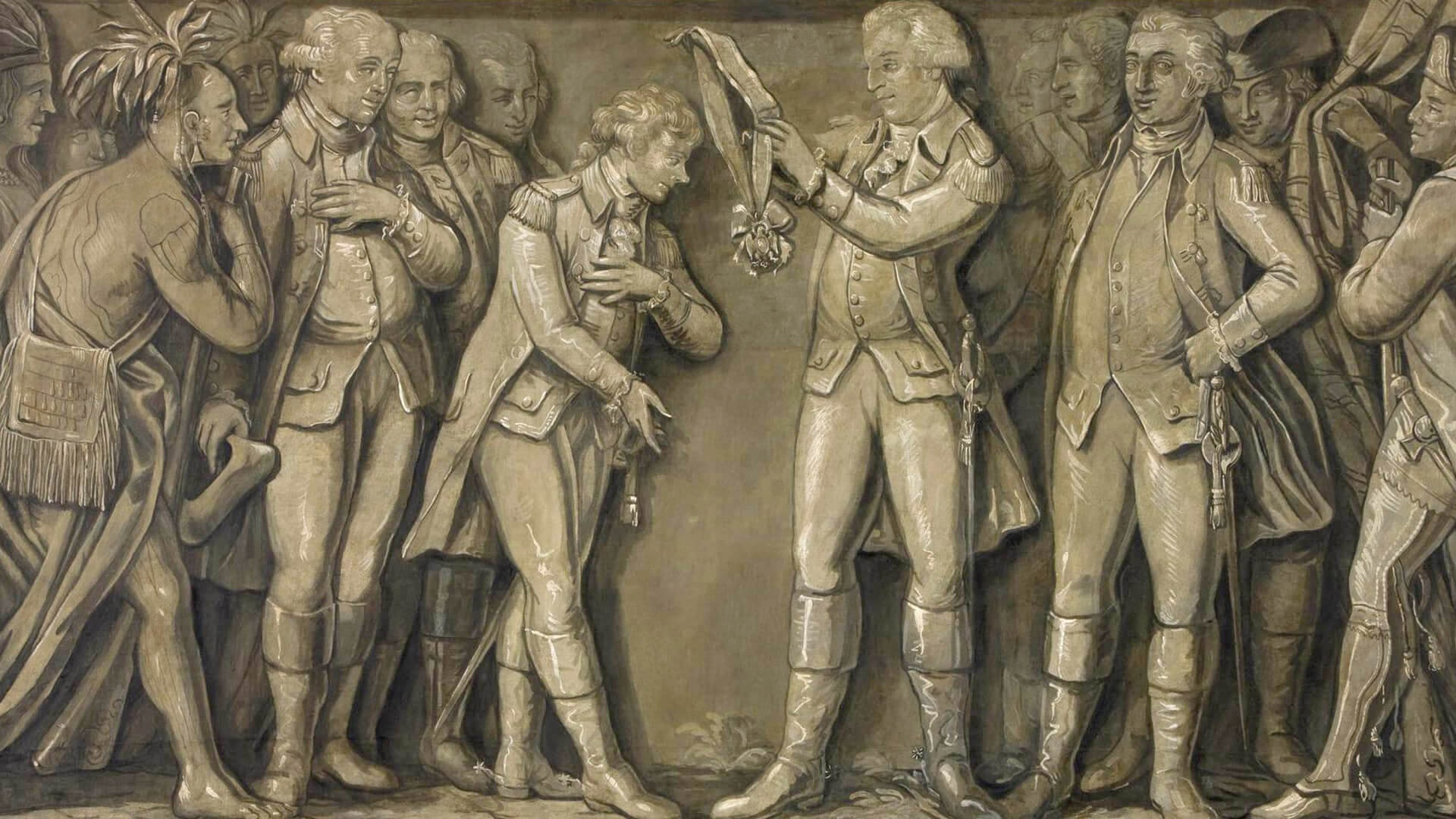
George Washington verleiht Kościuszko 1783 den Orden der Cincinnati (Tempera von Michał Stachowicz, 1818)

Seit 1779 bis zum Ende des Unabhängigkeitskriegs war Kościuszko als Ordonnanz Agrippa Hull aus Northampton (Massachusetts) (1759–1848) beigestellt. Hulls Eltern gehörten zu den wenigen afroamerikanischen Einwohnern von Northampton und zur noch geringeren Zahl unter diesen, die ihre Freiheit von der Sklaverei erlangt hatten. Die freundschaftliche Verbundenheit mit Hull soll dazu beigetragen haben, dass Kościuszko „zunehmend bestürzt darüber war, dass weiße Amerikaner für universelle Prinzipien kämpften, die sie einer halben Million Schwarzer vorenthielten“, so die Historiker Nash und Hodges in ihrer Untersuchung zu den Lebensläufen von Thomas Jefferson, Kościuszko und Hull. Als Kościuszko die USA verließ, begleitete ihn der Afroamerikaner Jean Lapierre als Adjutant nach Polen. Der Historiker und Journalist Alois Feusi kam in einem Artikel zum 150. Todestag von Kościuszko in der NZZ zum Schluss, Kościuszko habe sehr genau gewusst, „dass die Idee der Überlegenheit der weissen Rasse ein Hirngespinst ist“.
Der Kongress der Vereinigten Staaten verlieh Kościuszko 1783 den Rang eines Brigadegenerals und die US-amerikanische Staatsbürgerschaft. Im selben Jahr wurde er Gründungsmitglied der Society of the Cincinnati, einem von amerikanischen Offizieren gegründeten Orden, der nach Lucius Quinctius Cincinnatus als Musterbeispiel republikanischer Tugenden benannt ist. Nach Beendigung des Amerikanischen Unabhängigkeitskrieges erhielt Kościuszko, den die neue Regierung noch nicht direkt auszahlen konnte, für seine Dienste ein Guthaben von 12.280 Dollar mit einer jährlichen Auszahlung von 6 % Zins und Anspruch auf 500 Acres Land, sollte er sich in den Vereinigten Staaten niederlassen.

### Anführer polnischer Truppen, Kościuszko-Aufstand 1794

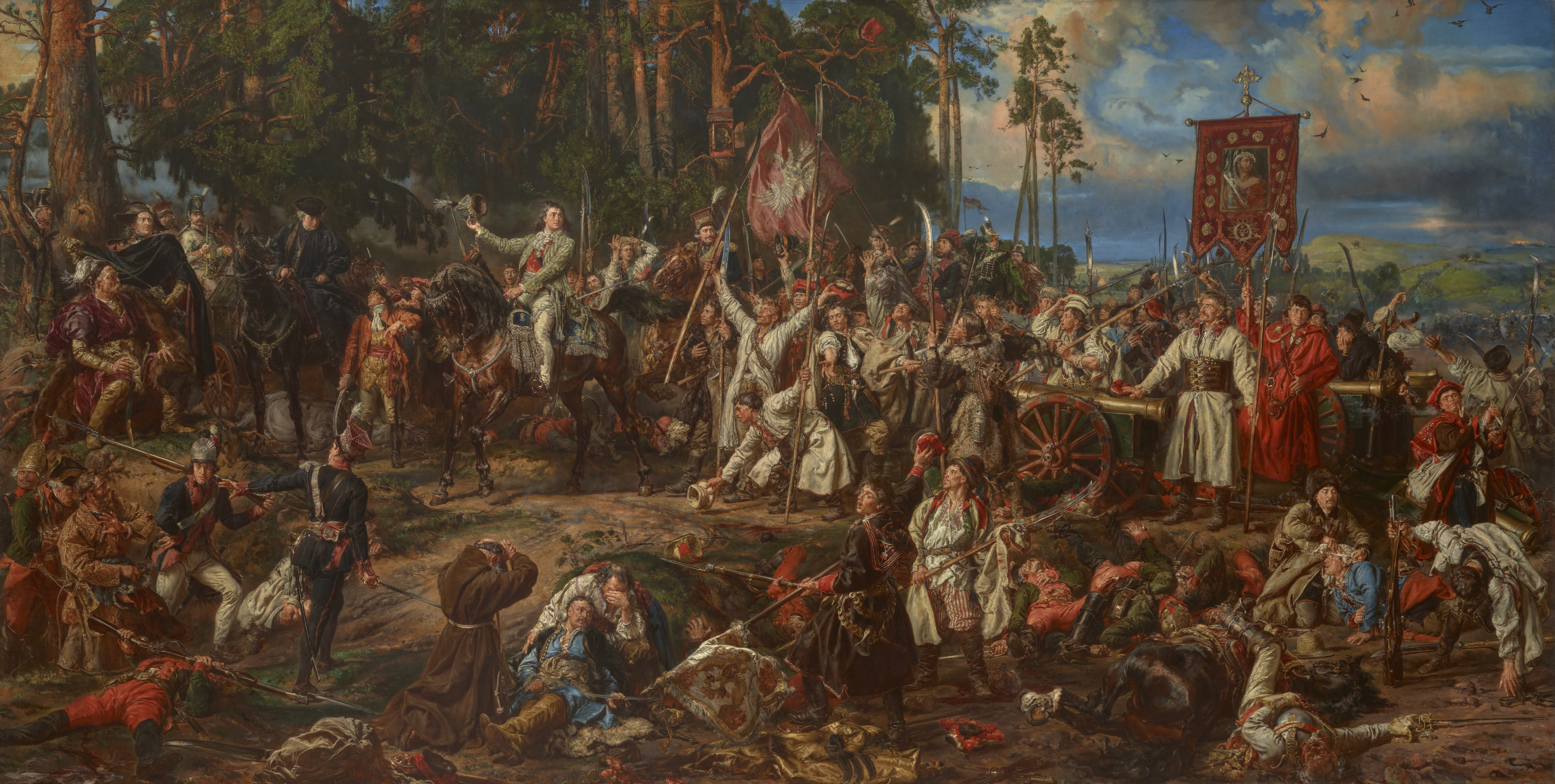
Jan Matejko: „Die Schlacht bei Racławice“. Historiengemälde von 1888

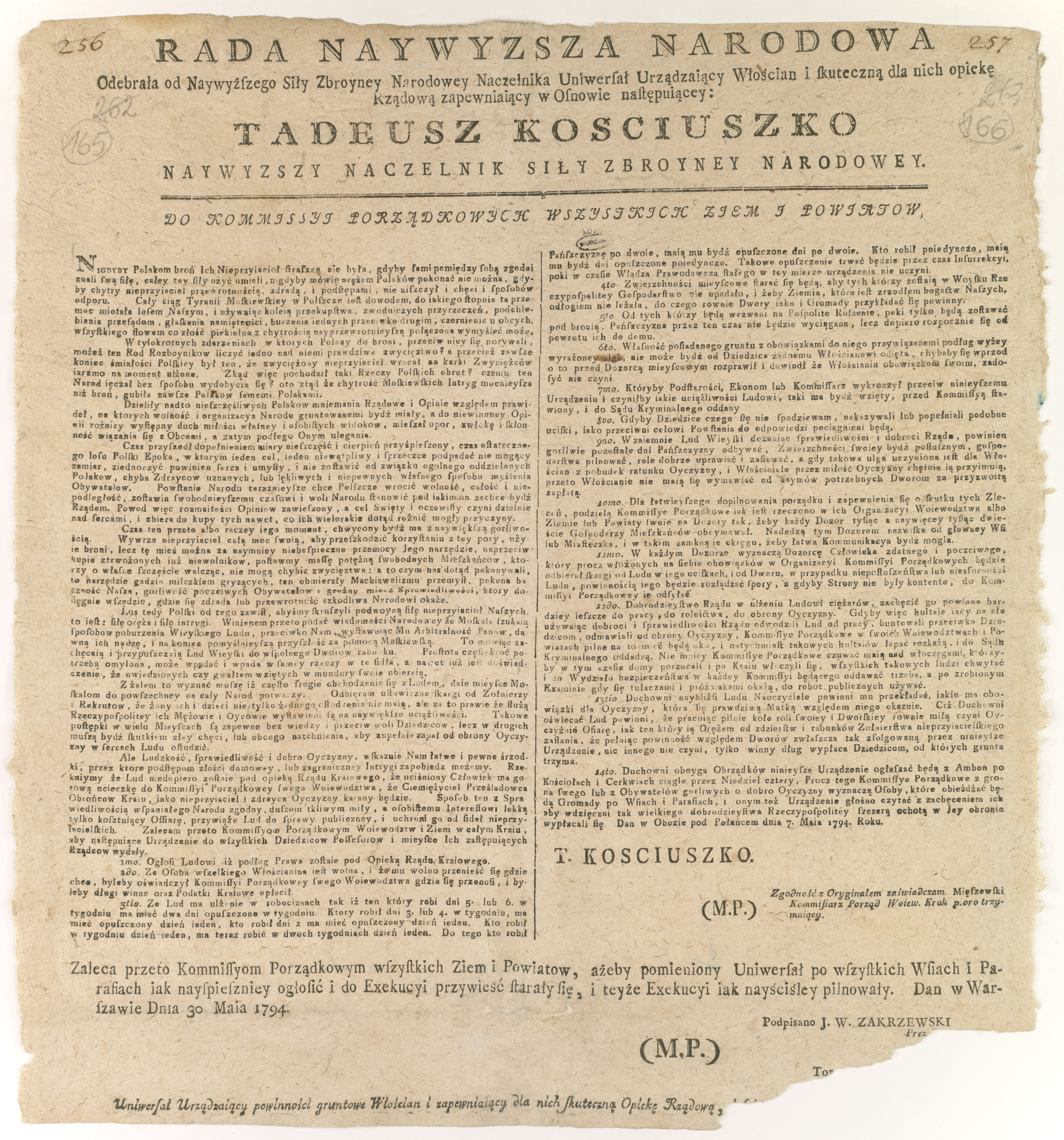
Die Proklamation von Połaniec

1784 kehrte Kościuszko an den Familiensitz in Siechnowicze in der damaligen Woiwodschaft Brześć Litewski zurück. Nach dem Eintritt in die königliche Armee wurde er 1789 vom polnischen König Stanisław Antoni Poniatowski zum Generalmajor ernannt. Kościuszko begrüßte die republikanische Bewegung, die von 1788 bis 1792 durchgeführten Reformen und die am 3. Mai 1791 verabschiedete Verfassung sehr. Bereits früh beteiligte er sich an der Seite Józef Poniatowskis an Plänen für eine Intervention gegen die Teilungsmächte Russland und Preußen. 1792 war er schließlich einer der Anführer der polnischen Truppen gegen die russische Invasion in Polen, die sich gegen den liberalen Kurs des polnischen Parlaments richtete und zum Ausbruch des Russisch-Polnischen Krieges von 1792 führte. Polen unterlag den kaiserlichen Truppen und der Niederlage folgte die zweite Teilung Polens durch Russland und Preußen. Danach floh Kościuszko nach Kursachsen. Bei der Ankunft in Leipzig zum Jahreswechsel 1792/1793 überreichte ihm ein französischer Diplomat die Urkunde des Ehrenbürgerrechts Frankreichs, das ihm die französische Nationalversammlung im August 1792 zusammen mit George Washington, dem schweizerischen Pädagogen Johann Heinrich Pestalozzi und anderen Persönlichkeiten verliehen hatte. Kościuszko reiste noch im Januar 1793 nach Paris in der Hoffnung, französische Unterstützung für Polen zu erhalten, und traf gerade zur Zeit der Hinrichtung Ludwigs XVI. dort ein. Während seines Aufenthaltes traf er sich mit führenden Revolutionären Frankreichs, unter anderem auch mit Robespierre. Nach monatelangen Verhandlungen kam Kościuszko aber zum Schluss, dass die Revolutionäre nur an einer Schwächung Preußens im Ersten Koalitionskrieg durch eine Ablenkung in Polen interessiert waren, und reiste mit leeren Händen ab.
1794 kehrte Kościuszko zurück und führte den Freiheitskampf der Polen in dem nach ihm benannten Kościuszko-Aufstand gegen Russland und Preußen an. Hierfür ließ er sich in Krakau nach römischem Recht zum „Diktator“ vereidigen. In der Schlacht bei Racławice am 4. April 1794 besiegten Kościuszkos Streitkräfte militärisch überlegene russische Truppen. Nach dem erfolgreichen Einsatz von mit Kriegssensen bewaffneten Bauern in dieser Schlacht soll Kościuszko seine Generalsuniform abgelegt und zu Ehren der Bauern eine sukmana, ein einfaches Bauernkleid, angelegt haben. Die Erinnerung an den als Sensation wahrgenommenen Sieg der „Sensenmänner“ in der Schlacht bei Racławice erhielt in der Folge große symbolische Bedeutung für die polnische Nation nach den Teilungen Polens. Die Schlacht bei Szczekociny vom 6. Juni 1794 hingegen endete in einer Niederlage, wie auch die Schlacht bei Maciejowice vom 10. Oktober 1794. In dieser Schlacht wurde Kościuszko verwundet und geriet in russische Gefangenschaft. Mit der Schlacht bei Praga und dem Massaker der Truppen Suworows an der Warschauer Zivilbevölkerung war der Aufstand einen Monat später endgültig niedergeschlagen.
Für den Aufstand von 1794 hatte Kościuszko auch um die Unterstützung der jüdischen Bevölkerung geworben. Bereits am Tag nachdem er am 24. März auf dem Marktplatz von Krakau den Aufstand verkündet hatte, hielt er eine Ansprache im jüdischen Viertel von Kazimierz. In dieser versicherte er der jüdischen Gemeinschaft, für das Wohl aller Einwohner seines Vaterlandes zu kämpfen, und dass die Juden ein wichtiger Teil dieser Einwohner seien. Er bat sie um Kriegsfreiwillige und um finanzielle Unterstützung. Beides wurde ihm gewährt; besonders bekannt wurde Berek Joselewicz, der zusammen mit Józef Aronowicz eine jüdische Kavallerieeinheit aufstellte. Kościuszko gewährte dieser den Status eines regulären Regiments und ernannte Joselewicz zum Oberst. Viele Soldaten dieses Regiments fielen in der Schlacht bei Praga.
Den Status von Kościuszko als „Bauernbefreier“ festigte ein als Proklamation von Połaniec bekanntes Dekret (polnisch Uniwersał Połaniecki) vom Mai 1794, das als Schritt hin zu einer allgemeinen Befreiung der Bauern unter anderem vorsah, dass der Frondienst reduziert werden solle. Nach einer Veröffentlichung des Historikers Markus Krzoska über Kościuszkos Weg zum Nationalhelden war die praktische Wirkung der Proklamation zwar „wegen der weiteren Entwicklung des Aufstands gleich null“, die symbolische Bedeutung für die folgenden Jahrzehnte sei aber nicht zu unterschätzen.

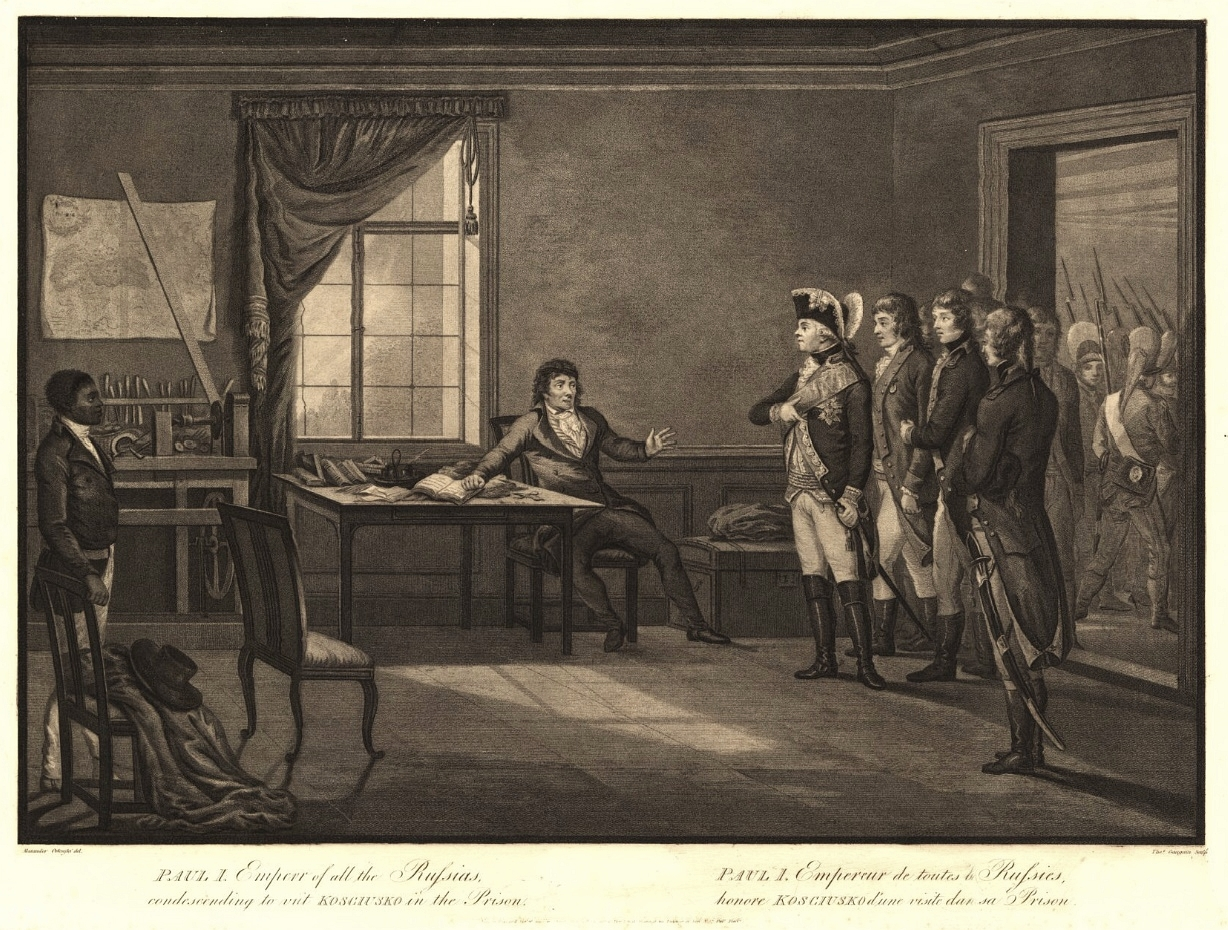
„Zar Paul I. besucht den gefangenen Kościuszko“. Kupferstich von Thomas Gaugain nach Aleksander Orłowski (1801)

Kościuszko befand sich zwei Jahre in russischer Gefangenschaft. Nach dem Tod der Zarin Katharina II. begnadigte ihn ihr Nachfolger Paul I., der Kościuszko Wohlwollen entgegenbrachte, ohne vom russischen Machtanspruch im okkupierten Polen abzurücken. Da er damit die Befreiung 12.000 in Russland gefangener Polen erwirken konnte, erkannte Kościuszko Paul I. aus politischen Gründen vorerst als polnischen Landesherren an.

### Exil

#### Vereinigte Staaten
Nachdem er aus der Gefangenschaft freigekommen war, ging Kościuszko ins Exil, zunächst in die Vereinigten Staaten. Er hielt sich dort bis 1798 auf. In dieser Zeit stand er in engem Kontakt mit dem amerikanischen „Gründervater“ Thomas Jefferson. Gegen Ende seines Aufenthaltes setzte er mit Jeffersons Unterstützung ein Testament auf. Darin überschrieb er Jefferson sein amerikanisches Vermögen mit dem Auftrag, die Mittel zum Freikauf und für die Schulbildung von Sklaven, spezifisch Jeffersons eigener Sklaven, zu verwenden. Noch einen Monat vor seinem Tod 1817 erinnerte Kościuszko Jefferson brieflich an diesen Verwendungszweck. Kościuszko hatte jedoch später noch drei weitere Testamente verfasst. Obwohl Kościuszkos Brief von 1817 an Jefferson darauf schließen lässt, dass er sein amerikanisches Testament von 1798 immer noch als gültig ansah, hatte Kościuszko in einem Testament von 1816 bereits alle vorherigen Testamente widerrufen. Dass Jefferson die Ausführung von Kościuszkos Testament danach nicht übernahm, diese anderen übertrug und letztlich weder eigene noch fremde Sklaven freikaufte, obwohl er sich in der Vergangenheit selbst gegen die Sklaverei ausgesprochen hatte, wird von Historikern unterschiedlich bewertet. So gehen Nash und Hodges davon aus, dass Jefferson die Konflikte fürchtete, die er mit einer solchen Aktion auslösen konnte, während Annette Gordon-Reed die rechtlichen Schwierigkeiten aufgrund der widersprüchlichen Testamente als ausschlaggebend ansieht. Tatsächlich kam es zu einer Folge von Prozessen, die bis 1852 andauerte, als der Oberste Gerichtshof urteilte, dass das Testament von 1798 durch jenes von 1816 aufgehoben worden sei.

#### Frankreich

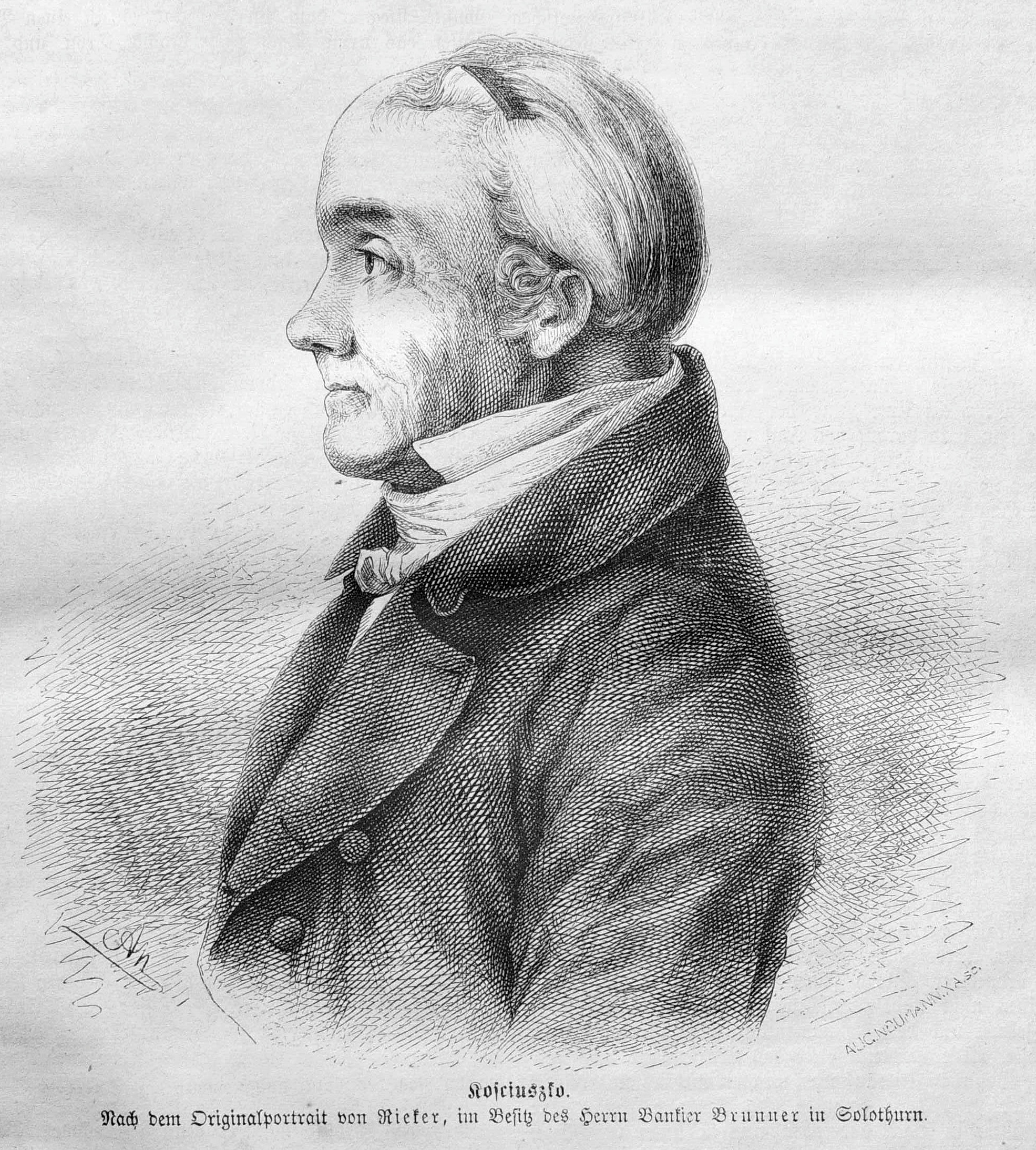
Kościuszko in seinen letzten Lebensjahren

1798 ging Kościuszko nach Frankreich. Er erhoffte sich, an der Seite der Franzosen und mit Jan Henryk Dąbrowskis und Karol Kniaziewiczs polnischen Legionen Polen zu befreien. Dies passte jedoch nicht zu Napoleon Bonapartes Plänen, und seit dem Staatsstreich des 18. Brumaire VIII hatte sich auch Kościuszko innerlich von Napoleon abgewandt. Kościuszko lebte damals, so Adele Tatarinoff, „von der Polizei streng bewacht“, in Paris und Umgebung. Von 1801 bis 1815 wohnte er bei der Familie von Peter Josef Zeltner aus Solothurn, der von 1798 bis 1800 erster helvetischer Gesandter in Paris gewesen war, und auf dessen Landsitz Berville bei Fontainebleau. Kościuszko führte in Berville ein häusliches Leben mit der Familie Zeltner und verbrachte täglich mehrere Stunden damit, ihre drei Kinder zu unterrichten. Da Peter Josef Zeltner oft abwesend war und Kościuszko seiner Frau Angélique (Angelica Charlotte Drouin de Vandeuil de Lhuis) nahestand, wurde ihm eine Affäre mit ihr nachgesagt und gar, dass er der Vater der nach ihm benannten jüngsten Tochter Thaddea sei. Jedenfalls zog Kościuszko, dem die Aufmerksamkeit der Pariser Gesellschaft zuwider war, das Landleben in Berville vor und versuchte, sich dort dem Rampenlicht zu entziehen.
Im Oktober 1806, nachdem er nach der Schlacht bei Jena und Auerstedt in Berlin eingezogen war, forderte Napoleon Kościuszko über seinen Polizeiminister Joseph Fouché auf, zu ihm zu kommen, um ihn beim Weiterzug nach Polen zu unterstützen. Kościuszko wollte dieser Aufforderung jedoch nicht ohne bestimmte Garantien Napoleons für Polen nachkommen: Napoleon sollte sich zur Wiederherstellung Polens bereit erklären und eine Verfassung mit gleichen Rechten für alle Bürger gewähren. Fouché konnte Kościuszko auch mit Drohungen nicht dazu bewegen, ihm ohne solche Garantien zu folgen. In der Folge ließ Fouché einen gefälschten, angeblich von Kościuszko stammenden Brief an die Zeitungen senden, in dem in pathetischen Worten Kościuszkos Unterstützung für Napoleon erklärt wurde. Nicht nur Kościuszko, sondern auch Napoleon selbst verurteilte diese Fälschung. Nachdem Kościuszko in der Folge einen Brief an Fouché gesandt hatte, in dem er für Polen eine konstitutionelle Monarchie nach dem Vorbild Englands, Freiheit für die Bauern und die Wiederherstellung Polens in den Grenzen vor den drei Teilungen Polens forderte, nannte Napoleon ihn einen „Idioten“ und berücksichtigte ihn nicht weiter. Mit dem Herzogtum Warschau errichtete Napoleon schließlich einen polnischen Rumpfstaat als Protektorat des Ersten Französischen Kaiserreiches, der bis 1815 existierte.
Nach dem Sturz Napoleons gewährte der russische Zar Alexander I. Kościuszko am 3. Mai 1814 eine Audienz im russischen Hauptquartier in Paris. Er soll Kościuszko umarmt und Polen eine glückliche Zukunft versprochen haben. Mit Kongresspolen als Resultat der Verhandlungen am Wiener Kongress 1815 wollte sich Kościuszko jedoch nicht zufriedengeben. Nach einer kurzen weiteren Audienz beim Zaren am 27. Mai 1815 traf Kościuszko am 31. Mai in Wien mit Alexanders Außenminister Adam Jerzy Czartoryski zusammen, der versuchte, Kościuszko von der getroffenen Lösung zu überzeugen. Dies gelang Czartoryski nicht; Kościuszko erklärte, „seine sorgende Liebe gehöre dem ganzen weiten polnischen Reich und nicht bloß dem Stück Land, das jetzt pompös Königreich Polen genannt werde“. Insbesondere war es ihm ein Anliegen, dass seine Heimat Litauen (Großfürstentum Litauen) wieder ins Königreich Polen einbezogen werden sollte. Nach dem Scheitern seiner diesbezüglichen Bemühungen blieb Kościuszko im Exil, da er die neuen Herrschaftsverhältnisse in seiner Heimat nicht durch seine Anwesenheit legitimieren wollte.

#### Schweiz

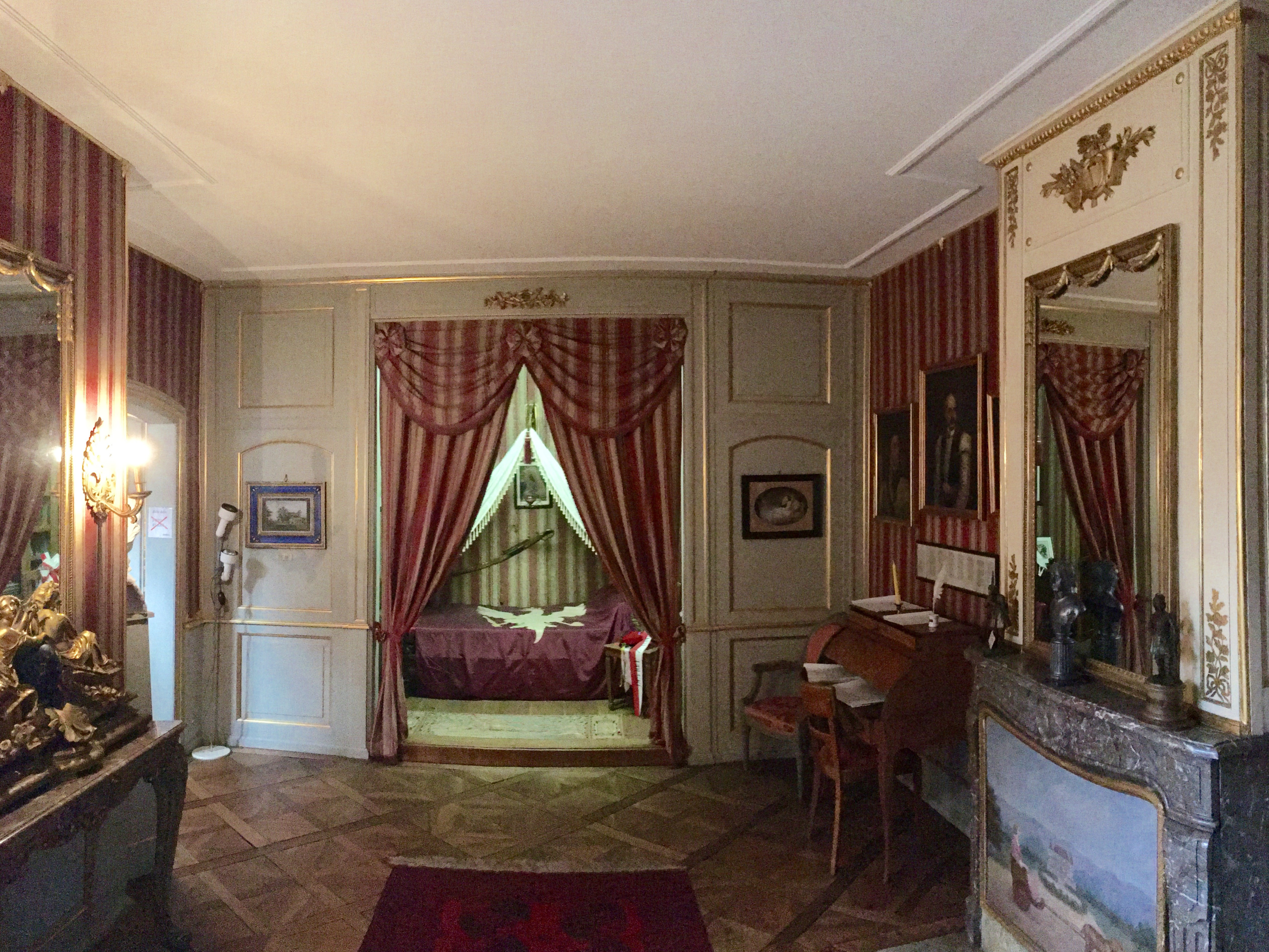
Kościuszkos Wohnung in Solothurn, heute Kościuszko-Museum

Eine Rückkehr nach Frankreich unter Ludwig XVIII., wo Revolutionäre wie er verfolgt wurden, kam für Kościuszko nicht in Frage. Alex Storozynski führt als weiteren Grund an, dass Angélique, die Frau von Kościuszkos langjährigem Gastgeber in Frankreich Peter Josef Zeltner, im Sterben lag. Kościuszko ließ sich in der Schweiz nieder. Er konnte bei Xaver Zeltner in Solothurn Wohnsitz nehmen, einem Bruder von Peter Josef Zeltner. Xaver Zeltner teilte Kościuszkos aufgeklärte Weltanschauung. Er gehörte von 1810 bis 1814 als Mitglied der liberalen Opposition dem Solothurner Grossen Rat an, wurde anschließend nach der Wiederherstellung der vorrevolutionären Verhältnisse monatelang ohne Prozess in Haft gehalten und war bei der Ankunft Kościuszkos erst seit wenigen Wochen wieder auf freiem Fuß.
In Solothurn profilierte sich Kościuszko als „Wohltäter und Menschenfreund“, der in den Zeiten der Hungersnot nach dem „Jahr ohne Sommer“ 1816 allen Notleidenden, die das Haus der Zeltners umlagerten, Almosen gewährte – und dabei ein Bettelverbot ignorierte, das in Solothurn ab Anfang 1817 den Spendenden Geldstrafen auferlegte.
Am 15. Oktober 1817 starb Kościuszko in Solothurn.

„Am 15. October Abends starb Graf Kosciuszko zu Solothurn. Er lebte seit einigen Jahren abgeschieden von der großen Welt, nur der Lectüre und einigen Freunden. In seinem Testamente bedachte er die Armen vorzüglich, und verlangte, bei seinem einfachen Begräbnisse von denselben getragen zu werden.“

Als Todesursache werden eine Grippe oder ein Schlaganfall angegeben. Er wurde getrennt bestattet: Seine Eingeweide wurden auf dem Friedhof von Zuchwil beigesetzt. Kościuszkos Herz, das er Xaver Zeltners Tochter Emilie vermacht hatte, wurde in einer eigens angefertigten Urne verwahrt; diese befand sich später in Vezia bei Lugano, wo Emilie als Ehefrau von Giovanni Battista Morosini lebte, danach im Polenmuseum Rapperswil und inzwischen in der Kapelle des Warschauer Königsschlosses. Sein einbalsamierter Leichnam wurde zunächst in der Jesuitenkirche in Solothurn bestattet und 1818 in die Königsgruft der Wawel-Kathedrale von Krakau überführt.

„Am 22. vorigen Monats [= 22. Juni 1818] ward die Leiche des Generals Kosciuszko zu Krakau von der St. Florianskirche in die Kathedralkirche mit großem Gepränge und Gefolge gebracht, und am 23. desselben Monats, nach der Andacht, welche von dem Bischof, Herrn v. Woronicz, und nach den Leichenreden, die von dem Senateur, Herrn v. Wodzicki, und dem Domherrn Lanzuzki gehalten wurden, ward der Leichnam in die königl. Gruft neben dem Könige Johann III. Sobieski, Erretter Oesterreichs gegen die Türken im Jahre 1683, und dem Fürsten Joseph Pouiatowski [sic!], beygesetzt. Jenem Leichenbegängnisse wohnten alle Authoritäten, wie auch eine große Anzahl der Einwohner aus der Stadt und aus den Provinzen, bey.“

## Gesellschaftliche Positionen
Kościuszko war ein „Mensch der Aufklärung“ und fest von republikanischen und demokratischen Grundsätzen überzeugt. Er las Jean-Jacques Rousseau und stand in Kontakt mit Johann Heinrich Pestalozzi, dessen Ansichten er in vielen Punkten teilte.
Trotz einer deistischen Haltung und seines Bekenntnisses zu einer „universellen Religion aller guten Menschen“ blieb Kościuszko auch von seiner römisch-katholischen Erziehung geprägt. So soll er allmorgendlich gebetet haben, auch trat er der katholischen Kirche gegenüber in der Öffentlichkeit stets respektvoll auf.
Kościuszko sprach sich stets deutlich für Toleranz aus und stand anderen Religionen und Völkern offen gegenüber. Xaver Zeltner, in dessen Haus in Solothurn Kościuszko seine letzten Lebensjahre verbrachte, sagte von ihm, dass sein Herz „für die ganze Welt“ geschlagen habe. In einem Brief an General Nathanael Greene schrieb Kościuszko 1786, dass die „Schranken unserer Zuneigung zum Rest der Menschheit durch Vorurteile und Aberglauben“ beengt seien. Zuneigung solle allen achtenswerten Menschen gezeigt werden – „let him be Turck or Polander, American or Japon“. Alex Storozynski kommt in seiner Biografie zum Schluss, Kościuszko, der sich „für Bauern, Juden, Indianer, Frauen und alle Diskriminierten“ einsetzte, sei ein „wahrer Fürst der Toleranz“ gewesen.

## Privatleben

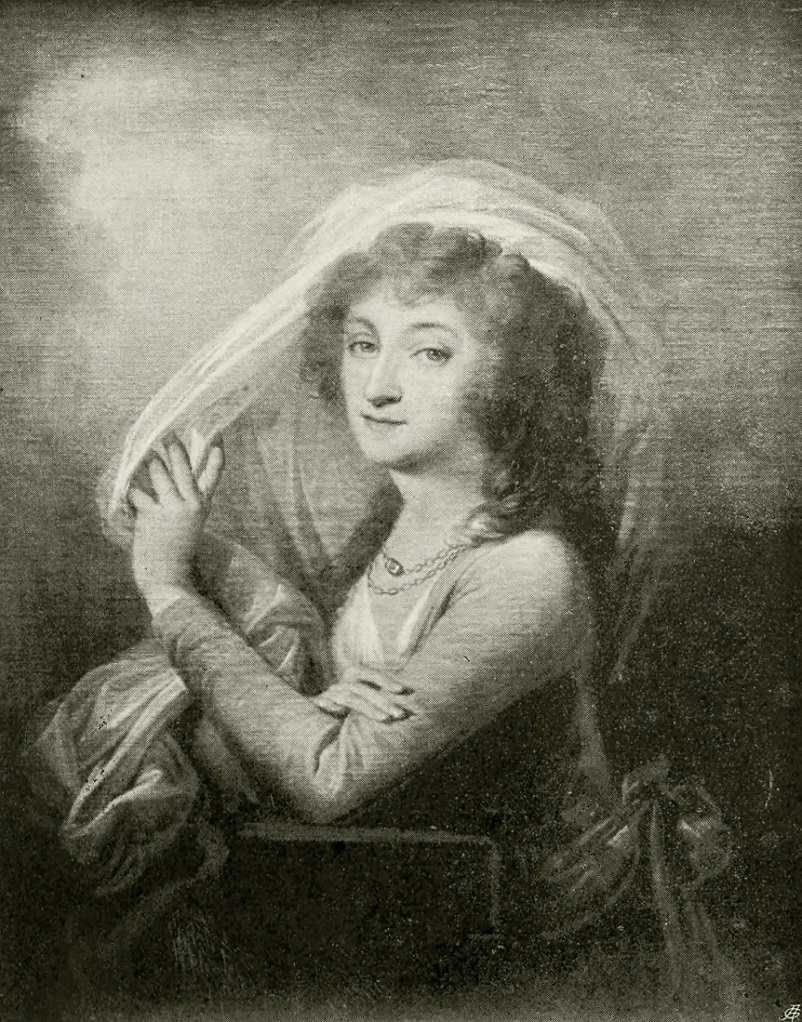
Josef Mathias Grassi: Porträt von Ludwika Sosnowska, später verheiratete Lubomirska (1792)

Tadeusz Kościuszko blieb zeitlebens unverheiratet. Nach seiner Rückkehr aus Frankreich hatte er sich 1775 in Ludwika (Louise) Sosnowska verliebt, eine Tochter des Magnaten Józef Sylwester Sosnowski. Dieser hatte jedoch bereits eine Heirat mit dem Fürsten Józef Lubomirski (1751–1817) arrangiert und verweigerte Kościuszko die Hand seiner Tochter, da Sosnowski als Angehöriger des polnischen Hochadels eine Verbindung mit dem Landadeligen Kościuszko als nicht standesgemäß betrachtete. Kościuszko und Ludwika sollen daraufhin einen Fluchtversuch unternommen haben, der nach den Berichten verschiedener zeitgenössischer Autoren von den Wächtern Sosnowskis unter Gewaltanwendung gegenüber Kościuszko vereitelt worden sei. Alex Storozynski betont in seiner Kościuszko-Biographie von 2009, dass Kościuszko und Ludwika nicht nur eine romantische, sondern auch eine intellektuelle Verbindung besessen hätten, da auch Ludwika an der Befreiung der Leibeigenen interessiert gewesen sei und ein Buch über Physiokratie aus dem Französischen übersetzt habe. Storozynski bezeichnet die Abweisung von Kościuszkos Brautwerbung durch den Fürsten Sosnowski als „entscheidenden Punkt in seinem Leben“. Auch Kajencki und Nash/Hodges gehen davon aus, dass dies neben den zu diesem Zeitpunkt fehlenden Möglichkeiten für eine militärische Karriere in Polen ein Grund für Kościuszko war, das Land 1775 wieder zu verlassen.
Die zweite große Liebe Kościuszkos war Tekla Żurowska. Er lernte sie 1791 in Międzybóż (heute Medschybisch, Ukraine) kennen, wo er sich zur Inspektion und Ausbildung polnischer Truppen aufhielt. Teklas Familie besuchte Międzybóż, um einen angesehenen Arzt zu konsultieren, und wohnte in der unmittelbaren Nachbarschaft Kościuszkos. Die Liebe zwischen Kościuszko und Tekla Żurowska war gegenseitig; Kościuszko hielt bei ihrem Vater förmlich um die Hand der damals 18-jährigen Tekla an, wurde aber auch in diesem Fall aus ähnlichen Gründen wie schon 1775 von Vater Sosnowski zurückgewiesen. Żurowski hatte zudem Gerüchte über den früheren Fluchtversuch Kościuszkos mit Ludwika vernommen, ließ seine Tochter bewachen und reiste mit der Familie ab. Kościuszko tröstete sich darauf in der Potockischen Nebenresidenz Niemirów (heute Nemyriw, Ukraine) mit der angeblich „schönsten Frau Europas“, Zofia Wittowa (1760–1822). Die Griechin hatte ihre Karriere als minderjährige Kurtisane in Konstantinopel begonnen, war Mätresse des russischen Oberbefehlshabers Grigori Potjomkin geworden und heiratete später ihren damals in Sankt Petersburg weilenden Liebhaber, den schwerreichen Stanisław Szczęsny Potocki.
In seiner Freizeit betätigte sich Kościuszko als Zeichner und als Komponist. Seine Zeichnungen und Aquarelle warf er jedoch achtlos fort oder gab sie an seine Gastfamilien weiter. Etliche sind erhalten geblieben, darunter ein bekanntes Porträt seines Freundes Thomas Jefferson. Ende des 18. Jahrhunderts wurden in England zwei Polonaisen und ein Walzer von Kościuszko veröffentlicht, „composed for the Patriotic Army of Poland“. Daneben beschäftigte er sich auch mit Drechselarbeiten.

## Rezeption

### Postume Ehrungen und Denkmäler
Kościuszko gilt sowohl als Held Polens als auch Litauens, von Belarus (auf dessen Staatsgebiet sein Geburtsort Mereczowszczyzna heute liegt) und der Vereinigten Staaten. An Kościuszko erinnern Denkmäler und nach ihm benannte Stätten auch in anderen Ländern. Die UNESCO rief zusammen mit dem Sejm, dem polnischen Parlament, 2017 zum Tadeusz-Kościuszko-Jahr aus.

#### Polen

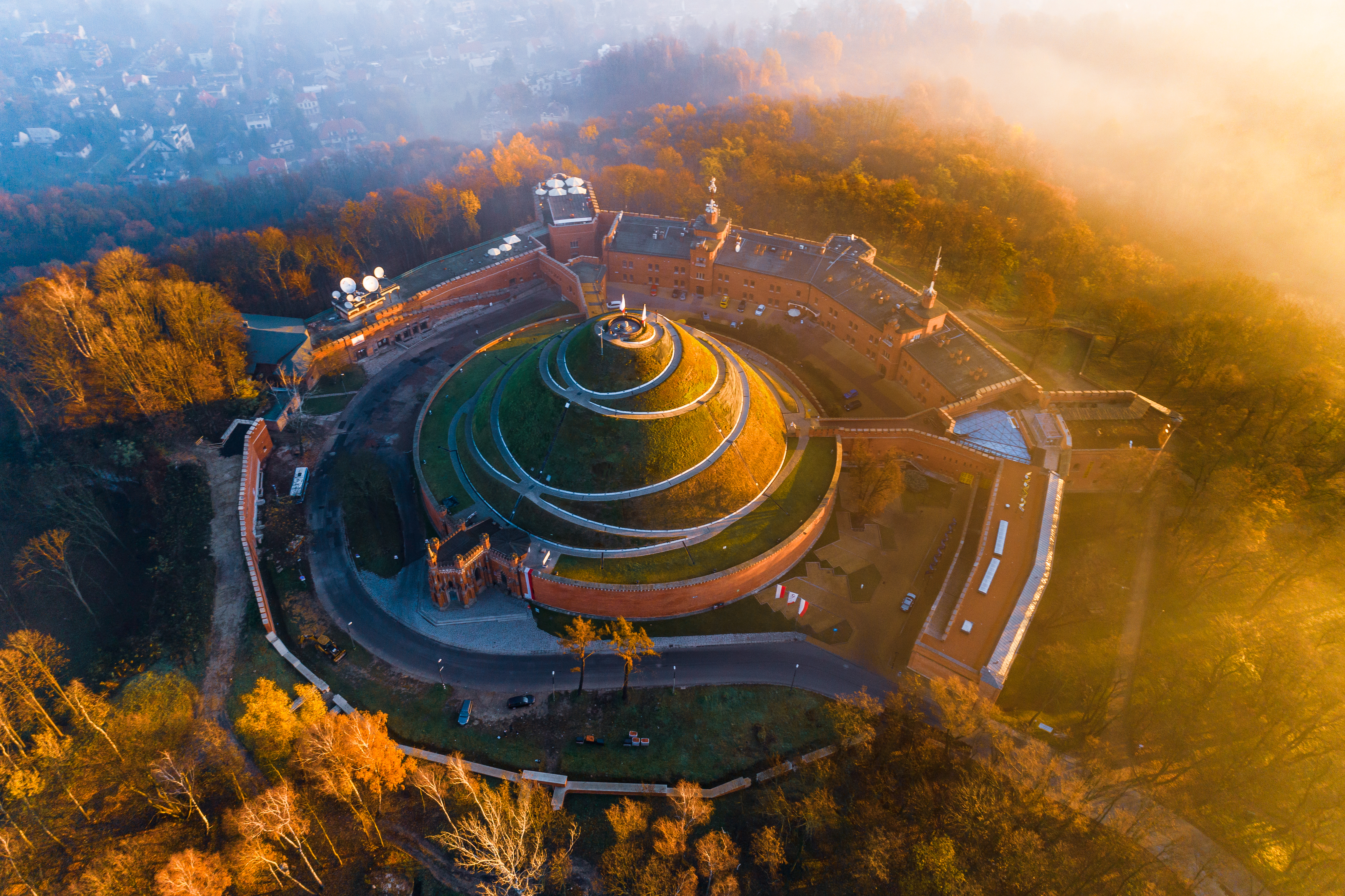
Kościuszko-Hügel in Krakau (2018)

Kościuszko zu Ehren wurde in Krakau von 1820 bis 1823 der Kościuszko-Hügel aufgeschüttet. Nach dem Vorbild dieses Hügels entstanden auch in verschiedenen anderen Orten Polens Kościuszko-Hügel, unter anderem 1861 in Olkusz. Ebenfalls in Krakau steht am Eingang zum Wawel ein um 1900 von Leonard Marconi und seinem Schwiegersohn Antoni Popiel entworfenes Kościuszko-Denkmal (ein Reiterstandbild), das erst 1920 errichtet wurde. Das Standbild wurde während der deutschen Besetzung Polens im Zweiten Weltkrieg zerstört. Die heutige Replik ist ein Geschenk der Stadt Dresden an Krakau aus dem Jahre 1960. Ein 1931 eingeweihtes Denkmal des Bildhauers Mieczysław Lubelski auf dem Plac Wolności (Freiheitsplatz) in Łódź wurde ebenfalls während der deutschen Besetzung Polens zerstört und 1960 wiedererrichtet. Kościuszko-Denkmäler stehen auch in Warschau und weiteren polnischen Städten. In den meisten größeren Städten Polens gibt es eine nach Kościuszko benannte Straße oder einen Kościuszko-Platz. Das Panorama von Racławice in Breslau ist das einzige polnische Panoramabild seiner Art.
Im Laufe der Geschichte der Luftstreitkräfte der Republik Polen waren verschiedene Fliegerstaffeln nach Kościuszko benannt, sowie auch die polnische Jagdstaffel Dywizjon 303 der Royal Air Force im Zweiten Weltkrieg.

#### Litauen
In Litauen wurde das Andenken an Tadeusz Kościuszko lange Zeit nicht intensiv gepflegt. So beklagt der litauische Autor Albert Cizauskas in einem Artikel von 1996, dass Kościuszko als einer von Litauens „größten Helden“ ironischerweise auch einer seiner unbekanntesten und am wenigsten geehrten sei. Im Litauischen Nationalmuseum in Vilnius sind einige Exponate im Zusammenhang mit den Teilungen Polens und dem Kościuszko-Aufstand zu sehen, darunter ein Porträt Kościuszkos und ein zeitgenössischer Scherenschnitt, der Kościuszkos Schwur auf dem Krakauer Marktplatz darstellt. Eine Straße in Vilnius ist nach Kościuszko benannt. Anlässlich des 200. Todestages von Kościuszko 2017 hat das litauische Parlament Seimas zu Gedenkveranstaltungen im Rahmen des „Kościuszko-Jahrs“ aufgerufen.

#### Belarus

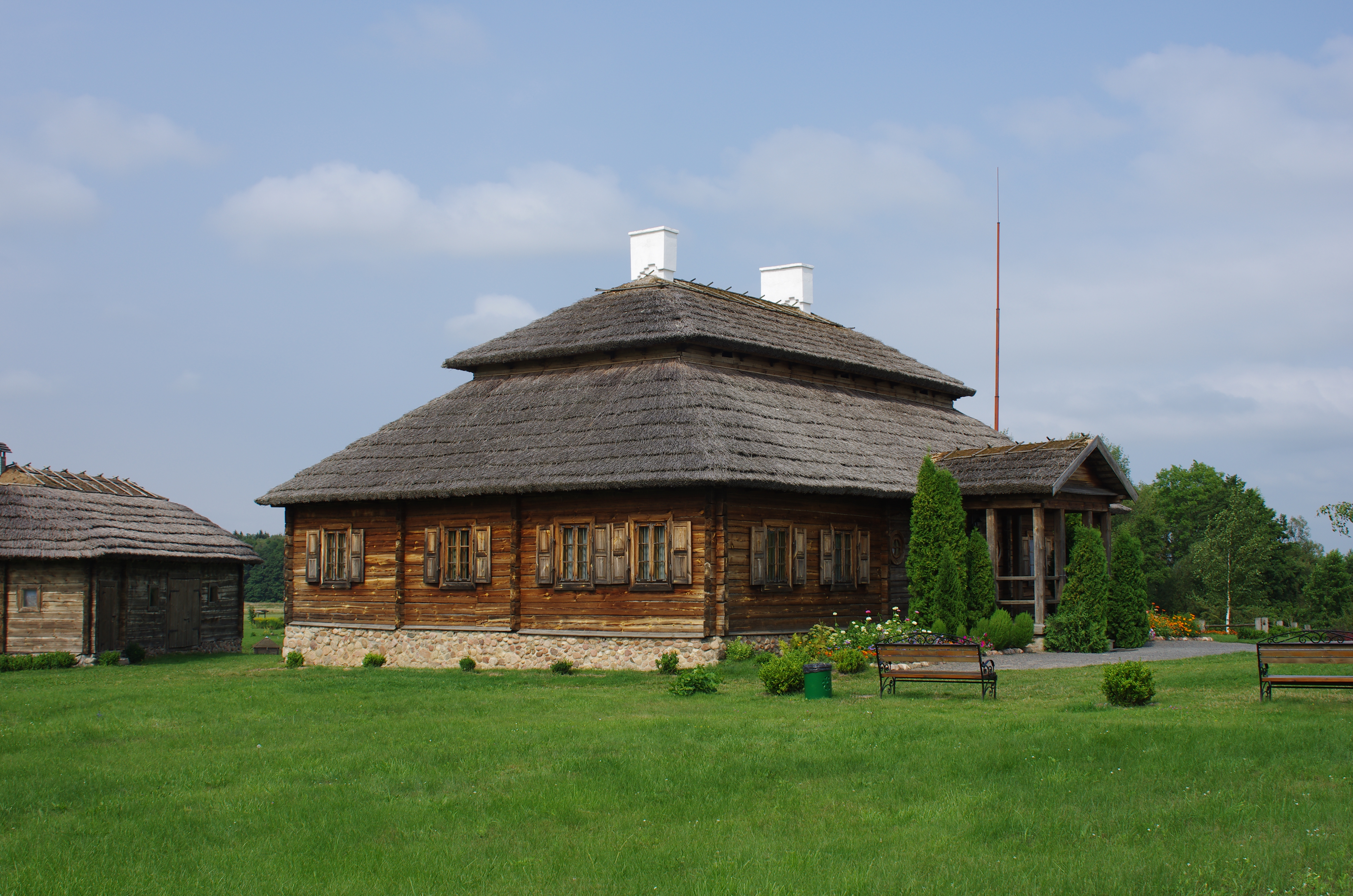
Rekonstruiertes Geburtshaus in Meratschouschtschyna (2016)

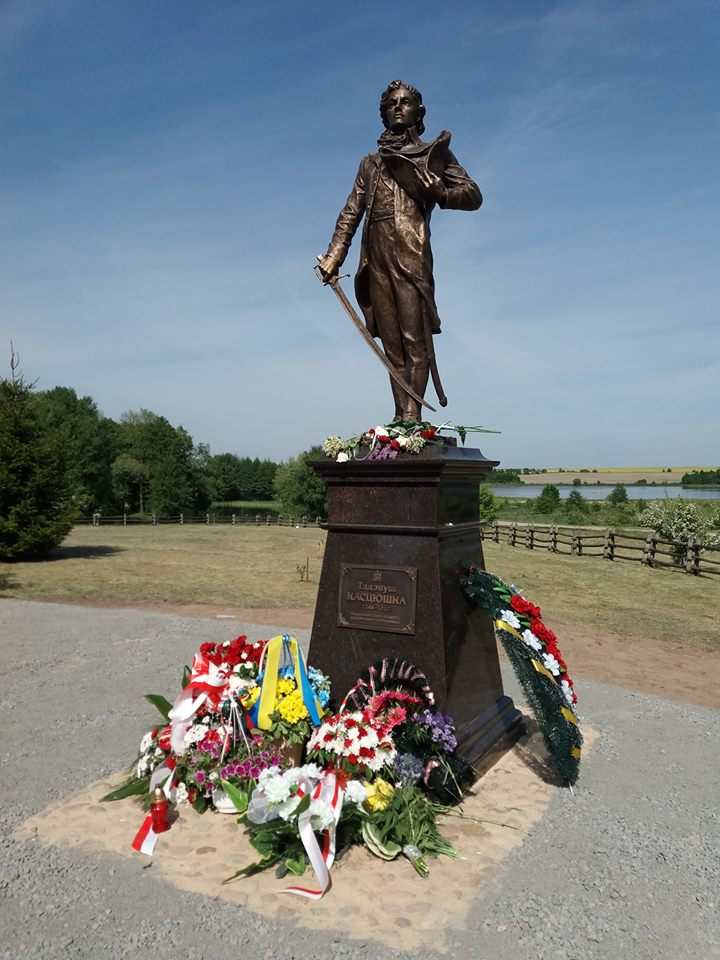
Denkmal für Kościuszko in Meratschouschtschyna (2018)

Die wichtigste Stätte der Erinnerung an Kościuszko in Belarus ist sein rekonstruiertes Geburtshaus in Meratschouschtschyna (polnisch: Mereczowszczyzna, litauisch Meračiauščina), einem ehemaligen Gutshof knapp drei Kilometer nordwestlich von Kosawa im heutigen Rajon Iwazewitschy bei Brest. Von 2003 bis 2004 wurde es mit finanzieller Unterstützung der Botschaft der Vereinigten Staaten auf der Basis archäologischer Ausgrabungen und historischer Abbildungen auf den erhaltenen Fundamenten wiedererrichtet und 2004 als Museum eröffnet. Das Museum wurde in den folgenden Jahren um rekonstruierte Nebengebäude des Gutes und diverse Exponate erweitert, wobei es mit Ausnahme der Pflästerung im Keller über keine originalen Objekte aus der Zeit Kościuszkos verfügt (Stand 2013). 2005 wurde in Minsk ein Kościuszko-Denkmal eingeweiht.

#### Vereinigte Staaten

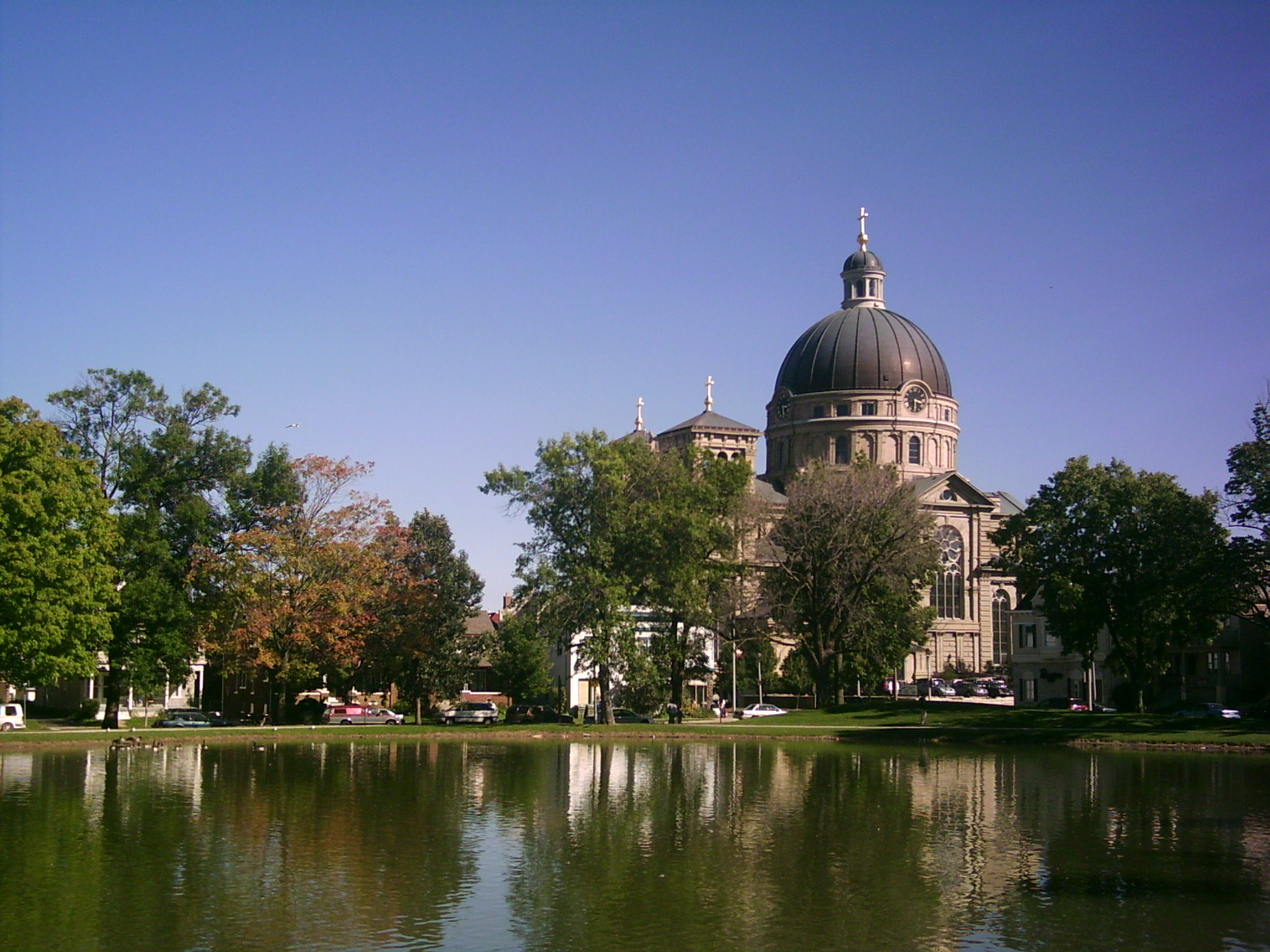
Kosciuszko-Park in Milwaukee

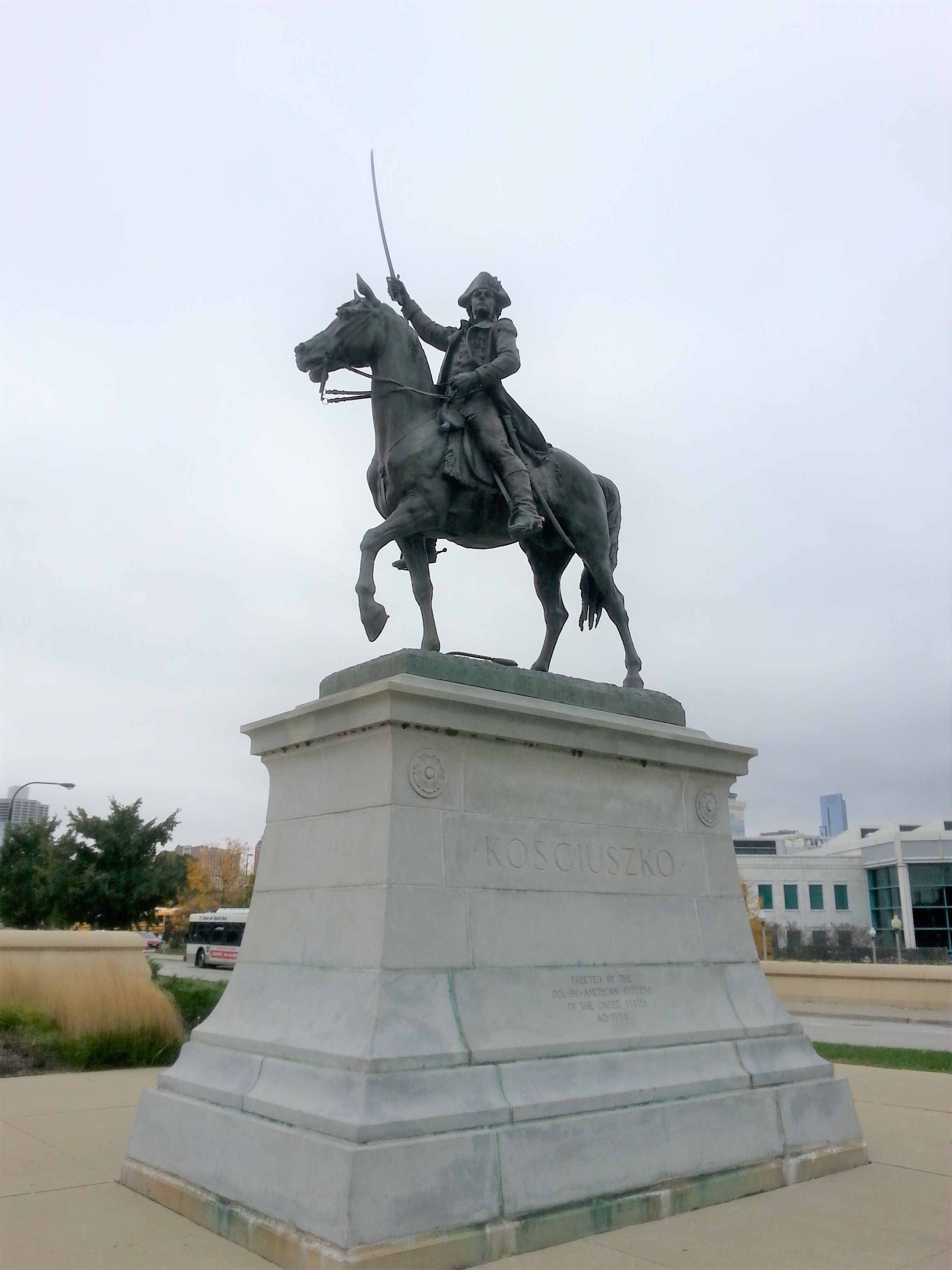
Reiterstandbild in Chicago

Die Anzahl der Kościuszko gewidmeten Stätten und Denkmäler in den USA ist hoch. Nach Kościuszko benannt sind unter anderem das Kosciusko County in Indiana, die Kleinstadt Kosciusko im Bundesstaat Mississippi und Kosciusko Island in Alaska. Das Haus in Philadelphia, in dem Kościuszko im Winter 1797/1798 wohnte, ist als Thaddeus Kosciuszko National Memorial eine nationale Gedenkstätte der USA. Zu den weiteren Kościuszko-Denkmälern und -Stätten in den USA gehören:
- Denkmal bei West Point am Hudson River.
- Kosciuszko-Park und Reiterdenkmal in Milwaukee. Weitere nach Kościuszko benannte Parks in mehreren Städten, u. a. Chicago und Dublin (Ohio), Reiterdenkmäler und Statuen ebenfalls in diversen Städten.
- Brücke Kosciuszko Bridge über den Newtown Creek in New York City.
- Brücke Thaddeus Kosciusko Bridge über den Mohawk River im Bundesstaat New York.
- Zahlreiche Straßenbenennungen, u. a. Kosciuszko Street in Brooklyn und in anderen Städten.
- Nach Kościuszko benannte Schulen u. a. in Hamtramck (Michigan) und Winona (Minnesota).

Die Kleinstadt Poland bei Youngstown im Bundesstaat Ohio trägt ihren Namen zu Ehren von Kościuszko und Kazimierz Pułaski. Statuen von Kościuszko und Pułaski wurden im Peterson Park in Poland errichtet.
Der Politiker Thaddeus Stevens (1792–1868), der sich später ebenfalls für die Befreiung der Sklaven einsetzte, wurde von seinen Eltern nach Kościuszko benannt.
Die Kosciuszko Foundation widmet sich seit 1925 der Verständigung zwischen Polen und US-Amerikanern.

#### Schweiz

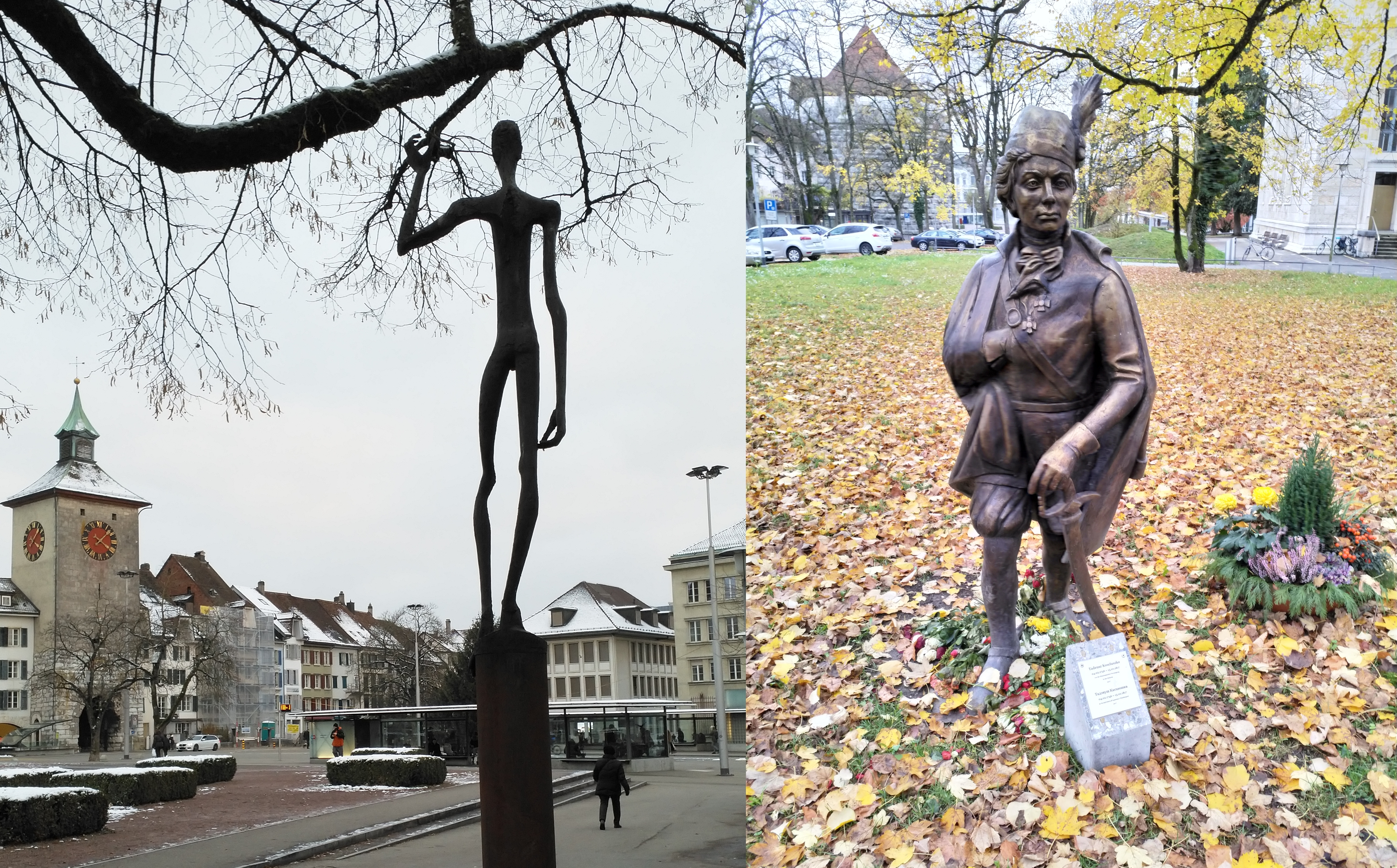
Die beiden Kościuszko-Denkmäler in Solothurn (2017)

Die Urne mit Kościuszkos Herz befand sich seit 1895 im Polenmuseum Rapperswil. Nach der Wiederherstellung Polens als Zweite Polnische Republik wurde sie 1927 zusammen mit den Sammlungen des Museums nach Warschau überführt. Das Kosciuszko-Museum in seinem Sterbehaus in Solothurn wurde am 27. September 1936 eingeweiht. Von den Hausbesitzern und ihren Verwandten wurden dem Museum Erinnerungsstücke aus dem persönlichen Besitz Kościuszkos übergeben. Weitere Objekte und Dokumente konnte es vom Staatsarchiv, dem Museum Altes Zeughaus und dem Kunstmuseum Solothurn sowie den italienischen Erben von Emilia (Emilie) Morosini-Zeltner übernehmen. 1984 wurde das Museum neu gestaltet und 2006 konnte die Sammlung durch eine Pistole, die Kościuszko immer bei sich trug, ergänzt werden.
In Solothurn bestehen zwei Denkmäler für Kościuszko:
- Am Amthausplatz, der von 1867 bis 1869 Kosciuszkoplatz hieß, befindet sich eine 1967 zum 150. Todestag von Kościuszko eingeweihte Skulptur von Schang Hutter. Die schlanke männliche Bronzefigur soll, so Paul L. Feser im Solothurner Brunnen-Buch, „symbolhaft die Sehnsucht des Menschen nach Freiheit zum Ausdruck bringen“.[105] Das Denkmal war zum Zeitpunkt seiner Errichtung umstritten. 2014 sagte Hutter in einem Interview dazu: „Als ich den Kosciuszko-Brunnen in Solothurn mit dem sehr schmächtigen Kosciuszko gemacht habe, haben sich die Polen in der Schweiz furchtbar aufgeregt. Die wollten das gar nicht. Die wollten einen Adler. Aber ich hatte einfach das Gefühl: Das ist auch ein Mensch. Und ein Mensch ist verletzlich“.[106] Die Skulptur war Bestandteil einer Brunnenanlage; seit der Brunnen 2005 durch einen Lastwagen zerstört wurde, steht sie auf einer Säule, was Hutters ursprünglichem Konzept entspricht.[107]
- Ein weiteres Denkmal wurde im Oktober 2017 zum 200. Todestag von Kościuszko im Park zwischen der reformierten Kirche und dem Konzertsaal eingeweiht. Gestiftet wurde es von der Belarussischen Vereinigung in der Schweiz. Neben dem Solothurner Stadtpräsidenten und dem Präsidenten der Belarussischen Vereinigung waren bei der Einweihung auch diplomatische Vertretungen aus Belarus, Litauen und Polen anwesend.[108] Auch dieses – im Gegensatz zu Schang Hutters Skulptur naturalistisch ausgeführte – Standbild hat zu Kontroversen geführt. Im Vorfeld seiner Aufstellung wurde eine international beachtete[109] Diskussion über die geplante Beschriftung als „Sohn von Belarus“ geführt.[91] Letztlich fand man zu einer Kompromisslösung.[109]

#### Anderes
In Australien ist der höchste Berg des australischen Festlandes, der Mount Kosciuszko, nach Tadeusz Kościuszko benannt. Die Benennung geht auf den polnischen Entdecker und Erstbesteiger Paul Edmund de Strzelecki zurück, den die Form des Berges an den Kościuszko-Hügel in Krakau erinnert haben soll.
Nach Tadeusz Kościuszko war die 1. Infanterie-Division der Polnischen Streitkräfte in der Sowjetunion im Zweiten Weltkrieg benannt, die an der Schlacht um Berlin beteiligt war.
Polen im mexikanischen Exil, 1939–1945 auf der Flucht vor den Deutschen, gründeten in Mexiko die Union Democratica Polaco-Mexicana „Tadeusz Kosciuszko“, eine demokratische polnisch-mexikanische Gesellschaft.
Am 2. Juni 2015 wurde ein 1984 von Edwar Bowell entdeckter Asteroid des inneren Hauptgürtels nach Tadeusz Kościuszko benannt: (90698) Kościuszko.